# Copkiller
Copkiller (internationaler Titel: Order of Death) ist ein italienischer Thriller aus dem Jahr 1983. Regie führte Roberto Faenza, der gemeinsam mit Ennio De Concini und mit dem Autor der Romanvorlage The Order of Death Hugh Fleetwood auch das Drehbuch schrieb.

## Handlung
Ein im New Yorker Drogendezernat tätiger Polizist wird getötet. Fred O’Connor, der von den Drogenhändlern Geld annahm, übernimmt die Ermittlungen. In seine Wohnung bricht Leo Smith ein, der behauptet, er sei der Täter. O’Connor hält ihn in der Wohnung gefangen und verhört ihn. Dabei setzt er die Folter ein. Sein Freund Bob Carvo setzt sich für Smith ein, worauf O’Connor Carvo tötet. Smith setzt sich daraufhin auf eine Insel vor Kanada ab, um ein neues Leben zu beginnen.

## Kritiken
Die Zeitschrift TV Spielfilm 6/2008 schrieb, der Film sei ein „rasantes Psychoduell mit starken Gegnern“. Seine Handlung vermeide „jedes Klischee“, die Darstellung von Harvey Keitel sei „grandios“. Auch das Lexikon des internationalen Films vermerkte positiv: „Trotz einiger Längen ein vielschichtiges und spannendes Psychogramm über die Ambivalenz gesellschaftlicher Wertvorstellungen.“

## Hintergründe
Der Film wurde in New York City und in Cinecittà im Jahr 1981 gedreht.